# جزن (طالقان)

یک عکس پانورامای بزرگ ادغام شده از 98 عکس گرفته شده از بخشی از طالقان (جازان) در ایران

جزن، روستایی از توابع بخش مرکزی شهرستان طالقان در استان البرز ایران است.

## جمعیت
این روستا در دهستان میان طالقان قرار دارد و براساس سرشماری مرکز آمار ایران در سال ۱۳۸۵، جمعیت آن ۳۲۹ نفر (۶۶خانوار) بوده‌است.

## زبان رایج
مردم روستا به زبان تاتی سخن می‌رانند.